# Georges Bruguière
Pour les articles homonymes, voir Bruguière.
Georges Bruguière est un entrepreneur français, éditeur de photographies stéréoscopiques, fabricant de stéréoscopes et autres accessoires photographiques.
Il est le fondateur entre autres de la société « Stéréofilms Bruguière » (1946-1974) et gérant de la société « L'Expansion photographique » (1949-1980).